# 탄자와 테루유키
탄자와 테루유키(일본어: 丹沢 晃之 たんざわ てるゆき[*], 1985년 2월 23일 ~ )는 일본의 남성 성우이다.

## 출연 작품

### 극장판
- 2021년 프린세스 프린서플 크라운 핸들러 제2장 - 에드워드